# Colònia britànica de Ceylon
La colònia britànica de Ceilan va existir entre 1802 i 1948. Entre 1795 i 1798 hi va haver un govern militar d'ocupació i entre 1796 i 1798 una superintendència civil. El 1798 es va crear un govern de Ceilan que va continuar com a govern de l'illa una vegada aquesta fou reconeguda com a territori britànic i es va constituir en colònia de la corona.

## Història
La història del Ceilan britànic (en anglès Ceylon) és la història de Sri Lanka entre l'inici del govern britànic (a la costa el 1795/1796 i al interior el 1815/1817) fins que Ceilan va aconseguir la independència el 1948. La presència britànica a l'illa va començar oficialment el 1796, però la presència europea es va iniciar el 1505.

### Govern britànic

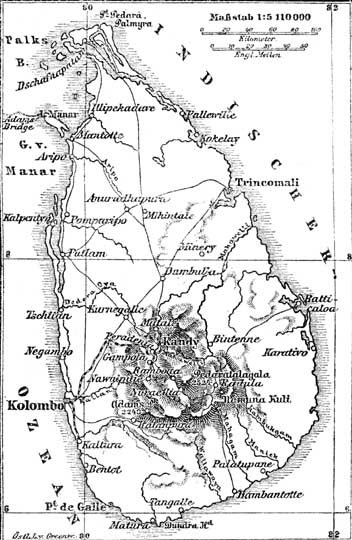
Finals del. Mapa alemany de Ceilan.

Durant les Guerres napoleòniques, Gran Bretanya, tement que el control francès dels Països Baixos (ara república Batava) podria entregar Ceilan als francesos, va ocupar les àrees costaneres de l'illa (que van anomenar Ceylon) amb no gaires dificultats entre 1795 (Trinconalee) i 1796 (rendició de Colombo).
El 1802 pel Tractat de Amiens la part holandesa de l'illa fou cedida a Gran Bretanya, i esdevenia una colònia de la corona. L'interior estava sota control del regne de Uda Rata (que els britànics anomenaven regne de Kandy) però el 1803 els britànics van envair el regne iniciant l'anomenada Primera Guerra de Kandy, però foren rebutjats de manera sagnant i la pau de 1805 no va modificar gaire la situació. Kandy tenia una posició preponderant a Kandy però estrictament no era un protectorat. Però el 1815 la Segona Guerra de Kandy va permetre als britànics ocupar el regne, deposar la monarquia i nomenar rei al rei d'Anglaterra establint formalment el protectorat. La rebel·lió nacional de 1817-1818 coneguda com a rebel·lió de Uva, va suposar el final del regne i la seva incorporació a la colònia de Ceylon. La pagesia singalesa fou expropiada de les seves terres per la Ordenança Wastelands, un mètode de cercats, i reduïts a la penúria.
El britànics van considerat que les serres de Sri Lanka eren molt convenients pels cafè, el te i el cultiu de la goma, i a la meitat del segle xix Ceilan havia esdevingut un element bàsic del mercat britànic, portant gran riquesa a una classe reduïda de plantadors de te blancs. Per treballar les propietats, el planters va importar nombrosos treballadors tàmils com a peons des de l'Índia del sud, qui aviat van ser el 10% de la població de l'illa. Aquests treballadors van haver de exercir la seva feina en condicions que quasi-esclavatge i viure en habitacions no molt diferent de les cabanes de bestiar.
Els colonialistes britànics van afavorir els semi-europeus burghers (europeus-singalesos), algunes altes castes singaleses i als tàmils que estaven principalment concentrats al nord del país, exacerbant divisions i enemistats que han sobreviscut de llavors ençà. No obstant això, els britànics també van introduir elements democràtics al país per primer cop en la seva història. Els burghers van rebre algun grau de autogovern a partir de 1833. No va ser fins al 1909 que el desenvolupament constitucional va començar amb una assemblea en part elegida, i no fou fins al 1920 que els membres electes van superar als designats. El sufragi universal va ser introduït el 1931, amb protestes de les elits dels singalesos, tàmils i burghers que van objectar que les persones comunes tinguessin dret a votar.

### Moviment d'independència
El Congrés Nacional de Ceylan (Ceylon National Congress, CNC) va ser fundat per treballar per una major autonomia. El partit aviat es va dividir en línies ètniques i línies de casta. El Prof. K. M. de Silva, el famós historiador Peradeniya ha assenyalat que la negativa dels tàmils de Ceilan per acceptar l'estatus de minoria fou una de les causes principals que van trencar el CNC. El CNC no va buscar la independència o "Swaraj". El què pot ser anomenat el moviment d'independència es va trencar en dos corrents: els "constitucionalistes", que van buscar la independència per la modificació gradual de l'estat de Ceilan, i els grups més radicals associats amb la Lliga de la Joventut de Colombo, El Moviment del Treball de Goonasinghe, i el Jaffna Youth Congress (Congrés de la Joventut de Jaffna). Aquestes organitzacions foren les primeres en aixecar el crit de Swaraj, o independència, seguint l'exemple indi, quan Jawaharlal Nehru, Sarojini Naidu i altres dirigents indis van visitar Ceilan el 1926. Els esforços dels constitucionalistes va portar a l'establiment de la Comissió de reformes Donoughmore (1931) i les recomanacions de la comissió Soulbury les quals essencialment van confirmar l'esborrany de constitució de 1944 de la Junta de Govern sota la direcció de D. S. Senanayake. El partit marxista (trotskista) Lanka Sama Samaja (LSSP), el qual va créixer fora de les Lligues de la Joventut el 1935, va fer de la demanda per una completa independència una peça clau de la seva política. Els seus diputats al Consell Estatal, N.M. Perera i Philip Gunawardena, foren ajudats en aquesta lluita per Colvin R. de Silva, Leslie Goonewardena, Vivienne Goonewardena, Edmund Samarkody i K. Natesa Iyer. També reclamaven la substitució de l'anglès com a llengua oficial pels singalesos i tàmils. Els grups marxistes eren una minoria minúscula i no obstant això el seu moviment va ser vist amb sospita per l'administració britànica. L'heroic (però inefectiu) intent d'aixecar la gent contra el Raj britànic per la revolta hauria dirigit a una carnisseria segura i un retard de la independència. Els papers oficials britànics fets públics en els anys 1950 mostren que el moviment marxista va tenir un impacte molt negatiu en els pensadors polítics de l'oficina colonial.
La comissió Soulbury fou el resultat més important de l'agitació per la reforma constitucional en la dècada de 1930. El lideratge tàmil va caure llavors a les mans de G. G. Ponnambalam qui havia refusat la "identidad ceilandesa". Ponnamblam s'hi havia declarat un "orgullós dràvida", i va intentar establir una identitat independent pels tàmils. Ponnamblam era un polític que va atacar els singalesos i la seva crònica històrica coneguda com el Mahavamsa. Un atac provocat a Navalapitiya va portar al primer aldarull singalès-tàmil el 1939. Ponnambalam es va oposar al sufragi universal, va donar suport el sistema de casta, i va reclamar que la protecció dels drets tàmils requeria que els tàmils (15% de la població el 1931) tinguessin un nombre igual de seients al parlament que els singalesos (aproximadament 72% de la població). Aquest "50-50" o "política de representació" equilibrada esdevenia la marca de la casa de la política tàmil del moment. Ponnambalam també va acusar als britànics d'haver establert la colonització en "Àrees tradicional tàmils", i haver afavorit als budistes amb la Llei de Temporalitats Budistes. La comissió Soulbury va refusar aquestes asseveracions de Ponnambalam, i fins i tot va destacar el seu caràcter comunal (ètnic) inacceptable. Els escriptors singalesos van assenyalar la forta immigració de tàmils als centres urbans del sud, especialment després de l'obertura del ferrocarril Jaffna-Colombo. Mentrestant, Senanayake, Baró Jayatilleke, Oliver Gunatilleke i altres van exercir influència sobre la comissió Soulbury sense enfrontar-la oficialment. Les propostes oficioses van contenir el que més tard va esdevenir l'esborrany de la constitució de 1944.
La col·laboració estreta del govern de D. S. Senanayake amb l'administració britànica durant el temps de guerra va portar al suport de Lord Louis Mountbatten. Els seus comunicats i un telegrama a l'oficina Colonial que donava suport a la independència de Ceilan ha estat citada pels historiadors com el que va ajudar el govern de Senanayake a assegurar la independència de Sri Lanka. La cooperació perspicaç amb els britànics així com desviant les necessitats del mercat de guerra cap els mercats ceilandesos com a punt de subministrament, dirigida per Oliver Goonatilleke, també va portar a una situació fiscal molt favorable pel govern al moment de la independència.

### Segona Guerra Mundial
Durant la Segona Guerra Mundial, Sri Lanka era una base britànica contra els japonesos. L'oposició a la guerra dins Ceilan estava orquestrada per organitzacions marxistes. Els dirigents de l'agitació pro-independència del LSSP van ser arrestats per les autoritats colonials. El 5 d'abril de 1942, l'Armada japonesa va bombardejar Colombo, cosa que va portar a la fugida del mercaders indis dominants en el sector comercial de Colombo. Aquesta fugida va eliminar un problema polític important per al govern Senanayake. Els dirigents marxistes també van fugir a l'Índia, on van participar en la lluita per la independència. El moviment dins Ceilan era minúscul, limitat a la intelligentsia anglesa més educada i als sindicats, principalment en els centres urbans. Aquests grups van ser dirigits per Robert Gunawardena, el germà de Philip. En contrast a aquesta "heroica" però ineficaç aproximació a la guerra, el govern Senanayake va aprofitar el conflicte més enllà de la seva relació amb l'elit governant. Ceilan esdevenia crucial per a l'Imperi britànic en la guerra, amb Lord Louis Mountbatten utilitzant Colombo com la seva seu pel Teatre Oriental. Oliver Goonatilleka va explotar amb èxit els mercats de cautxú i altres productes agrícoles del país per reposar el tresor. No obstant això, els singalesos van continuar agitant la independència i la sobirania cingalesa, aprofitant les oportunitats que oferia la guerra per establir una relació especial amb Gran Bretanya.
Mentrestant, els marxistes, identificant la guerra com un fet imperialista i desitjant una revolució del proletariat, van escollir un camí de agitació desproporcionada a la seva força de combat insignificant, i diametralment oposat als "constitucionalistes" de Senanayake i altres dirigents ètnics singalesos. Una petita guarnició a les Illes Cocos, manada per ceilandesos, va intentar expulsar els britànics. Ha estat reivindicat que el LSSP va tenir alguna mà en l'acció, encara que això està lluny d'estar clar. Tres dels participants foren els únics subjectes britànics a ser afusellats per "motí" durant la Segona Guerra Mundial. Dos membres del Partit de Govern, Junius Richard Jayawardene i Dudley Senanayake, van tenir discussions amb els japonesos per col·laborar i guanyar la independència de l'illa del colonialisme britànic.
Singalesos de Singapur i Malaya van formar el 'Regiment Lanka' de l'Exèrcit Nacional Indi.
El constitucionalistes, dirigits per D. S. Senanayake, van tenir èxit al obtenir la independència. La constitució Soulbury era essencialment la presentada per Senanayake al Consell de ministres hi havia redactat el 1944. La promesa de l'estatus de Domini i la corresponent independència, fou concedit per l'oficina Colonial.

### Després de la guerra
El dirigent singalès Don Stephen Senanayake va deixar el CNC en l'assumpte d'independència, discrepant amb el revisat objectiu d'aconseguir la llibertat, tot i que les seves raons reals eren més subtils. Subsegüentment va formar el Partit Nacional Unit (United National Party, UNP) el 1946, quan una nova constitució nova va ser acordada basada en la proposta de la Comissió Soulbury. A les eleccions de 1947, l'UNP va guanyar una minoria dels seients del Parlament, però va formar una coalició amb el Sinhala Maha Sabha de Solomon Bandaranaike i el Congrés Tàmil (Tamil Congress) de G.G. Ponnambalam. Les inclusions exitoses dels tàmil comunalistes de Ponnambalam, i la seva contrapart de Bandaranaike era un acte d'equilibri polític notable per Senanayake. Tanmateix, el buit en la política nacionalista tàmil creada per la transició de Ponnamblam cap a un camp més moderat, va obrir el camí al Tamil Arasu Kachchi, un partit sobiranista tàmil (en anglès es va conèixer com el "Partit Federal") dirigit per S. J. V. Chelvanaykam,un advocat fill d'un ministre cristià.

## Governadors

### Governadors militars
- 1795 - 1796 Patrick Alexander Agnew (a Trincomalee)
- 1796 - 1797 James Stewart
- 1797 Welbore Ellis Doyle *
- 1797 Peter Bonnevaux
- 1797 - 1798 Pierre Frédéric de Meuron

### Resident a Kandy i Superintendent
- 1796 - 1798 Robert Andrews

### Governadors de Ceilan
- 1798 - *1805 Frederick George Augustus North, Earl of Guilford
- 1799 - 1799 Josias Champagné (substitut de North)
- 1805 - 1811 Thomas Maitland
- 1811 - 1812 John Wilson (interí)
- 1812 - 1820 Robert Brownrigg
- 1820 - 1822 Edward Barnes (interí)
- 1822 - 1822 Edward Paget
- 1822 - 1824 James Campbell (interí)
- 1824 - 1831 Edward Barnes (segona vegada)
- 1831 - 1831 John Wilson (segona vegada) (interí)
- 1831 - 1837 Robert Wilmot-Horton
- 1837 - 1841 James Alexander Stewart Mackenzie
- 1841 - 1847 Colin Campbell
- 1847 - 1847 James Emerson Tennent (interí)
- 1847 - 1850 George Byng, Viscount Torrington
- 1850 - 1850 Charles Justin MacCarthy (interí)
- 1850 - 1855 Sir George William Anderson
- 1855 - 1855 Charles Justin MacCarthy (segona vegada) (interí)
- 1855 - 1860 Henry George Ward
- 1860 - 1860 Henry Frederick Lockyer (interí)
- 1860 - 1860 Charles Edmund Wilkinson (interí)
- 1860 - 1863 Charles Justin MacCarthy (tercera vegada)
- 1863 - 1865 John Terence Nicholls O'Brien (interí)
- 1865 - 1872 Sir Hercules George Robert Robinson (interí fins 16 de maig de 1865)
- 1872 - 1872 Henry Turner Irving (interí)
- 1872 - 1877 William Henry Gregory
- 1877 - 1883 Sir James Robert Longden
- 1883 - 1883 Sir John Douglas (interí)
- 1883 - 1890 Arthur Charles Hamilton-Gordon
- 1890 - 1895 Arthur Elibank Havelock
- 1895 - 1896 Edward Noël Walker (interí)
- 1896 - 1903 Joseph West Ridgeway
- 1903 - 1903 Edward F. im Thurn (interí)
- 1903 - 1907 Sir Henry Arthur Blake
- 1907 - 1907 Hugh Charles Clifford (interí)
- 1907 - 1913 Sir Henry Edward McCallum
- 1913 - 1913 Reginald Edward Stubbs (interí)
- 1913 - 1915 Robert Chalmers
- 1915 - 1916 Reginald Edward Stubbs (segona vegada) (interí)
- 1916 - 1918 Sir John Anderson
- 1918 - 1918 Reginald Edward Stubbs (tercera vegada) (interí)
- 1918 - 1925 Sir William Henry Manning
- 1925 - 1925 Cecil Clementi (interí)
- 1925 - 1925 Edward Bruce Alexander (interí)
- 1925 - 1928 Sir Hugh Charles Clifford (segona vegada)
- 1928 - 1931 Sir Herbert James Stanley
- 1931 - 1931 Bernard Henry Bourdillon (interí)
- 1931 - 1933 Sir Graeme Thomson
- 1933 - 1933 Francis Graeme Tyrrell (interí)
- 1933 - 1937 Reginald Edward Stubbs (quarta vegada)
- 1937 - 1937 Maxwell MacLagan Wedderburn (interí)
- 1937 - 1944 Sir Andrew Caldecott
- 1944 - 1948 Sir Henry Monck-Mason Moore